# 정운미
정운미(情韻味)는 한시에서 특정 단어가 반복돼 쓰이면서 가지게 된 고정된 의미, 분위기를 가리킨다. 한시의 '관습적 표현'이라는 뜻으로도 쓰인다.

### 양류, 남포, 동리

#### 양류(楊柳, 버들가지): 봄의 전령, 이별
당나라 사람들은 이별의 징표로 버들가지를 꺾어주는 관습이 있었다고 한다. 이후, 한시에서 버들가지는 이별의 의미로 쓰였다. 조선조 시인 임제의 10수 연작 시 <패강곡>에는 버들가지가 이별의 의미로 등장한다. 버들가지는 한국 한시에서 가장 많이 등장하는 초목(草木)으로 알려져 있다.
이런 경향은 한시가 아닌 한글로 적은 시조에도 나타나는데, 홍랑의 시조에는 떠나는 연인 최경창과의 이별의 정한이 '묏버들 가려꺾어 보내노라 임의 손에'라고 표현돼 있다.

#### 남포(南浦): 이별
남포가 이별의 의미로 처음 쓰인 시는 굴원의 시 <하백>이다. 이후 강엄은 <별부>에서 '송군남포'라는 표현을 사용했고, 무원형도 <악저송우>에서 '송군남포'라는 표현을 사용했다.
고려조의 시인 정지상은 <송인>에서 '송군남포'라는 말을 사용해 이별의 정한을 노래 했는데, 여기서의 남포는 대동강 하구의 평안남도 진남포를 뜻한다기보다 한시에서 계속 쓰여온 이별의 상징으로서의 '남포'로 보는 것이 타당할 것이다. 정지상은 강엄의 <별부>의 모티프를 거의 비슷하게 차용하여 <송인>에 사용하고 있다.

#### 동리(東籬): 은자의 거처
도연명의 시 <채국동리하> 중의 첫구절
採菊東籬下(채국동리하, 동녘 울타리 아래에서 국화를 꺽어들고)의 '동리'에서 유래했다. 도연명은 자신이 살던 5호 16국 시대 혼란한 시대와 속세를 배경으로 이런 시구를 남긴 것으로 보인다. '채국동리하 유연견남산'은 세상
사를 등지고 은자의 초연한 심경을 나타내는 표현으로 자주 쓰인다.
조선시대 화가 정선은 이 구절을 주제로 <동리채국도>, <유연견남산도> 그림을 그렸다.

### 기타

#### 추선(秋扇, 가을부채): 버림받은 여자, 신하
선선한 가을날의 부채는 여름날과는 다르게 쓸모가 없다. 사랑받다가 버려진 여자와 신하를 뜻한다. 이러한 의미로 '가을 부채'가 쓰인 작품으로는 당나라 시인 두목의 <추석>, 조선조 시인 권벽의 <제추선>이 있다.

#### 등루(登樓, 난간에 기대어): 그리움
난간에 기댄다는 뜻은 대개 한시에서 누군가를 그리워한다는 의미로 쓰였다. 이러한 의미로 '난간에 기대다'는 말이 쓰인 작품으로는 조선조 시기 김욱의 딸의 한시 <상사>, 이경의 시 <탄파완계시>가 있다.

#### 석양 무렵의 피리 소리: 지나간 세월을 그리워함
이 말은 '죽림칠현 고사'에서 유래한 것으로 알려져 있다. 이러한 뜻으로 석양 무렵의 피리 소리가 쓰인 작품으로 신광한의 시 <사구부>가 있다.

#### 수동류(水東流): 물은 동쪽으로 흐른다
한국에는 동쪽으로 흐르는 강이 없지만 중국 한시의 표현을 따와서 한국 한시에서도 자주 등장하는 표현이다.

#### 원숭이(잔나비) 울음소리: 인생의 덧없음
한국에는 원숭이가 없지만 한국 한시에선 자주 원숭이의 울음소리가 등장한다. 이 역시 중국 한시의 표현을 차용한 것이다. 정철의 <장진주사>에 원숭이 울음소리가 등장한다.